# Лејк Вилсон (Минесота)
Лејк Вилсон (енгл. Lake Wilson) град је у америчкој савезној држави Минесота.

## Демографија
По попису из 2010. године број становника је 251, што је 19 (-7,0%) становника мање него 2000. године.
| Група             | 2000.       | 2010.       |
| Белци             | 257 (95,2%) | 245 (97,6%) |
| Афроамериканци    | 0 (0,0%)    | 0 (0,0%)    |
| Азијати           | 0 (0,0%)    | 1 (0,4%)    |
| Хиспаноамериканци | 11 (4,1%)   | 5 (2,0%)    |
| Укупно            | 270         | 251         |